# Richard Dadd
Richard Dadd (1. august 1817 i Kent – 7. januar 1886 i Crowthorne, Berkshire) var en engelsk maler, bedst kendt for findetaljerede billeder af alfer. Af hans bedst kendte værker er The Fairy Fellers Master-Stroke (1855–64) som hænger i Tate Gallery i London.

## Liv og arbejde
Dadd var en apotekersøn født i Kent. Han viste tidlig talent for tegning, og blev som 20-årig taget ind ved Royal Academy of Arts. I 1842 blev han taget med af Sir Thomas Phillips, en tidligere borgmester, på en ekspedition til Mellemøsten. Mens de sejlede på Nilen i Egypten ændrede Dadd helt personlighed, han hallucinerede og var voldelig. De andre i følget troede først han havde fået solstik, mens Dadd selv mente han var besat af den gamle egyptiske gud Osiris.
Da Dadd kom tilbage til England foråret 1843 tog familien ham med til Kent for at han skulle komme sig. I august så han for sig at faren var djævelen, og dræbte ham med kniv. Richard Dadd flygtede til Frankrig, men da han undervejs til Paris prøvede at dræbe en medturist med et barberblad, blev han overmandet og arresteret. Han blev sendt til sindssygehospitalet Bethlem Royal Hospital, hvor han forblev i tyve år. I 1864 blev han flyttet til Broadmoor-asylet, hvor han døde i 1886. Dadd skabte de fleste af sine mesterværker som patient på disse hospitaler.